# 斯潘塞 (紐約州)
斯潘塞（英語：Spencer）是一個位於美國紐約州泰奧加縣的鎮。

## 人口
根據2020年美國人口普查的數據，斯潘塞的面積為129.20平方千米，當中陸地面積為128.30平方千米，而水域面積為0.90平方千米。當地共有人口2976人，而人口密度為每平方千米23人。